# Las últimas horas
Las últimas horas és una pel·lícula espanyola de drama històric del 1966 escrita i dirigida per Santos Alcocer Bádenas. Fou el primer guió en el que va participar José Luis Garci, tot i que no apareix als títols.

## Sinopsi
La pel·lícula mostra a través dels ulls d'Isidro, un jove periodista, el que va passar els darrers dies del regnat d'Alfons XIII d'Espanya. El diumenge 12 d'abril de 1931 se celebraren les eleccions municipals espanyoles de 1931. En saber-se el resultat Juan de la Cierva s'ofereix a liderar un nou cap d'estat, però Niceto Alcalá Zamora amenaça de no poder contenir les masses. Aleshores el rei pren la decisió de marxar del país. En el viatge nocturn en automòbil el 14 d'abril fa un repàs mental del que havia canviat a Madrid des que fou coronat fins aleshores.

## Repartiment
- Ángel Picazo...	Alfons XIII
- María José Alfonso	 ...	Almudena
- Sancho Gracia	 ...	Isidro
- Alfredo Mayo 	...	Juan de la Cierva
- Ángel Calero 	...	Comte de Romanones
- Ricardo Canales	...	Almirall Aznar
- Matilde Muñoz Sampedro		...	Mare d'Isidro
- Beni Deus ...	Dámaso Berenguer
- Jorge Vico...	Sebas

## Premis
Als Premis del Sindicat Nacional de l'Espectacle de 1965 Tedy Villalba va rebre el premi als millors decorats.